# Archimedes (cráter)

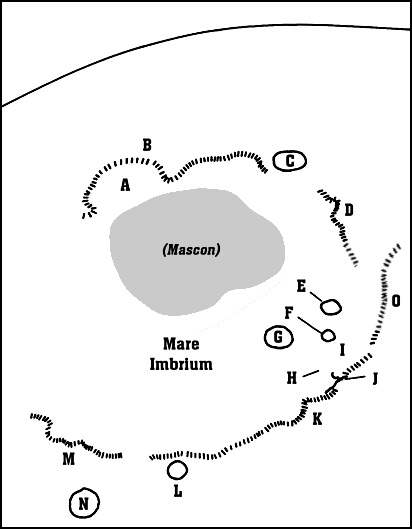
Mapa del Mare Imbrium. El punto G señala el cráter Arquímedes. (Las letras de la tabla de cráteres satélite no hacen referencia a este dibujo)

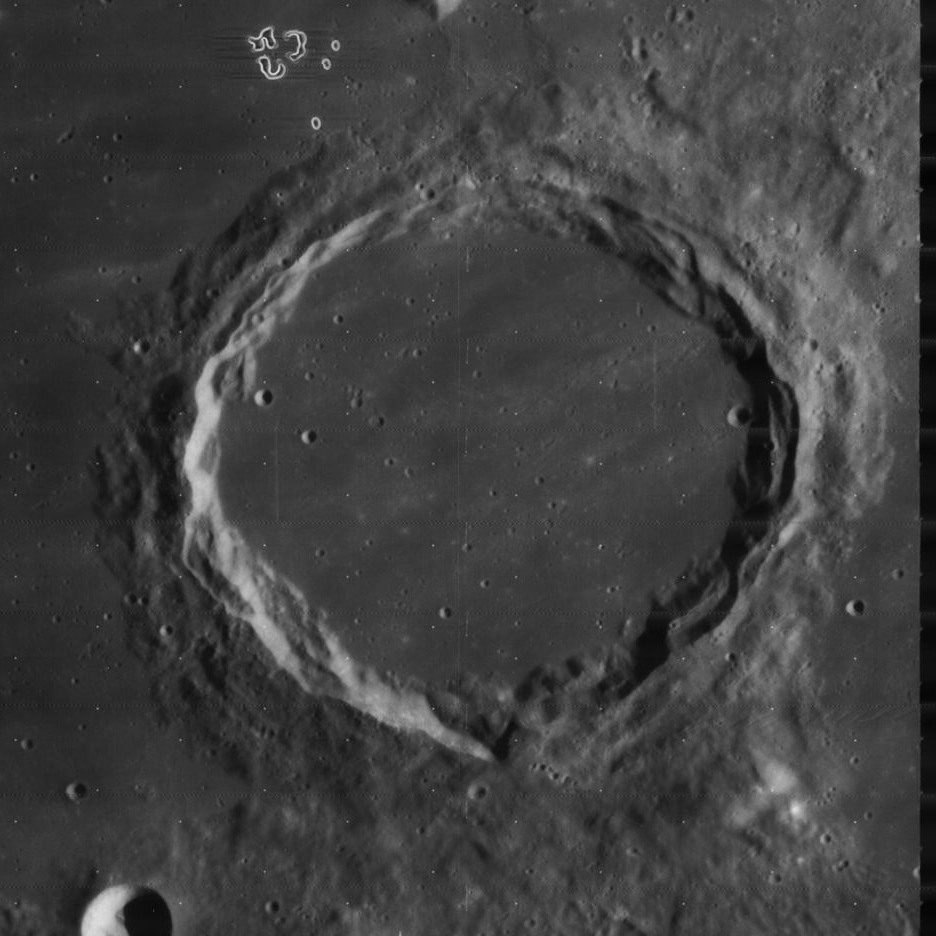
Imagen de la misión Lunar Orbiter 4

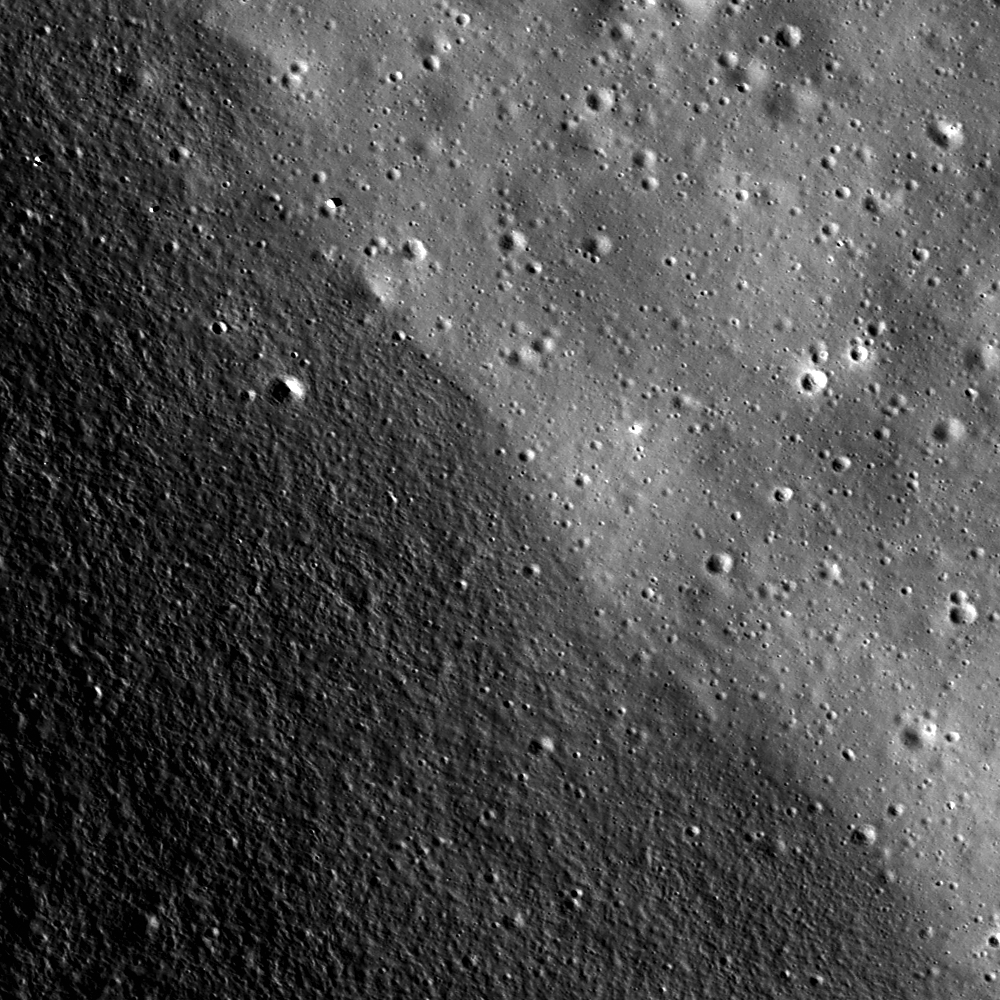
Imagen LRO del contacto de la muralla del cráter (abajo a la izquierda) y su suelo (arriba a la derecha)

Archimedes es un gran cráter lunar situado en la zona oriental del Mare Imbrium, siendo el mayor de los cráteres del entorno. El borde tiene una elevación exterior significativa, marcada por numerosos materiales eyectados. La porción superior de una pared interior aparece escalonada, pero carece del característico sistema de marcas radiales asociado con los cráteres más recientes. Un promontorio de aspecto triangular se extiende 30 km desde el sureste del borde.
|  |  |

El interior del cráter carece de un pico central y está inundado de lava. Está desprovisto de elementos elevados relevantes, aunque presenta algunos pequeños cráteres meteoríticos cerca del brocal. Se pueden observar volutas dispersas de material de color más claro y brillante sobre su suelo, muy probablemente depositadas por el impacto que creó Autolycus.

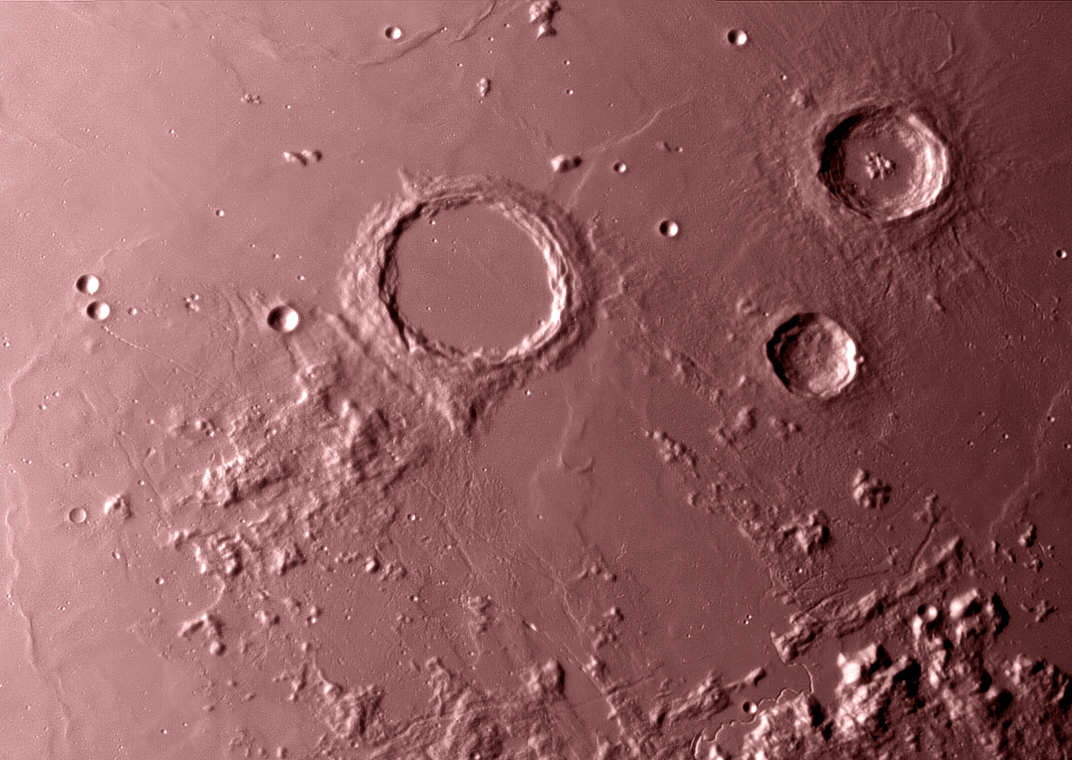
Imagen infrarroja de Archimedes, cortesía del NOT y del Observatorio de Estocolmo: M. Gålfalk, G. Olofsson, y H.-G. Florén, tomada con la cámara SIRCA.

## Entorno
Al sur de Arquímedes se extienden los Montes Archimedes, una región montañosa. En el borde sureste se halla el Palus Putredinis, una llanura inundada de lava que contiene un sistema de grietas denominado Rimae Archimedes, que se extiende a más de 150 km. Al norte-noroeste de Arquímedes se encuentran los Montes Spitzbergen, una cadena de picos en el Mare Imbrium. Al este de Arquímedes yace el cráter Autolycus. Al noreste de Arquímedes se localiza el prominente cráter Aristillus. La llanura de lava entre Arquímedes, Aristillus y Autolycus forma la bahía  Sinus Lunicus del Mare Imbrium. Una cresta sinuosa se aleja de Arquímedes hacia el norte-noroeste, cruzando este mare.

## Nombres
El cráter recibe su nombre del científico griego Arquímedes. Al igual que muchos de los cráteres de la cara visible de la Luna, recibió su nombre de Giovanni Riccioli, cuyo sistema de nomenclatura de 1651 se ha estandarizado. Los primeros cartógrafos lunares le habían dado a este elemento del relieve del satélite diferentes nombres. El mapa de 1645 de Michael van Langren lo denomina "Roma" en referencia a la ciudad de Roma. Johannes Hevelius lo llamó "Mons Argentarius" conmemorando la región del Monte Argentario en Italia.
El antiguo cartógrafo lunar Michael van Langren utilizó por primera vez el nombre de "Archimedis" en su mapa de 1645, en lo que pensó que era un cráter de tamaño mediano en el sur del borde de lo que ahora es Plato, entre ese cráter (entonces designado como "Lacus Panciroli") y el Mare Imbrium (entonces denominado "Mare Astronomicum").

## Exploración
El tramo de la superficie lunar entre Arquímedes y Autólico fue la zona del aterrizaje forzoso de la sonda soviética Luna 2. Esta fue la primera nave en alcanzar, el 13 de septiembre de 1959, la superficie de la Luna.

## Cráteres satélite
Por convención estas características se identifican en los mapas lunares localizando la letra en el punto medio del borde del cráter en las cercanías del cráter Arquímedes.
|            | \| Archimedes \| Coordenadas \| Diámetro \| \| ---------- \| --------------------------- \| -------- \| \| C \| 31°36′N 1°30′O / 31.6, -1.5 \| 8 km \| \| D \| 32°12′N 2°36′O / 32.2, -2.6 \| 5 km \| \| E \| 25°00′N 7°12′O / 25.0, -7.2 \| 3 km \| \| G \| 29°06′N 8°12′O / 29.1, -8.2 \| 3 km \| \| H \| 23°54′N 7°00′O / 23.9, -7.0 \| 4 km \| \| L \| 25°00′N 2°36′O / 25.0, -2.6 \| 4 km \| \| M \| 26°06′N 3°12′O / 26.1, -3.2 \| 3 km \| \| N \| 24°06′N 3°54′O / 24.1, -3.9 \| 3 km \| \| P \| 25°54′N 2°30′O / 25.9, -2.5 \| 3 km \| \| Q \| 28°30′N 2°24′O / 28.5, -2.4 \| 3 km \| \| R \| 26°00′N 6°36′O / 26.0, -6.6 \| 4 km \| \| S \| 29°30′N 2°42′O / 29.5, -2.7 \| 3 km \| \| T \| 30°18′N 5°00′O / 30.3, -5.0 \| 3 km \| \| U \| 32°48′N 1°54′O / 32.8, -1.9 \| 3 km \| \| V \| 32°54′N 4°00′O / 32.9, -4.0 \| 3 km \| \| W \| 23°48′N 6°12′O / 23.8, -6.2 \| 4 km \| \| X \| 31°00′N 8°00′O / 31.0, -8.0 \| 2 km \| \| Y \| 29°54′N 9°30′O / 29.9, -9.5 \| 2 km \| \| Z \| 26°48′N 1°24′O / 26.8, -1.4 \| 2 km \| |          |
| Archimedes | Coordenadas | Diámetro |
| C          | 31°36′N 1°30′O / 31.6, -1.5 | 8 km     |
| D          | 32°12′N 2°36′O / 32.2, -2.6 | 5 km     |
| E          | 25°00′N 7°12′O / 25.0, -7.2 | 3 km     |
| G          | 29°06′N 8°12′O / 29.1, -8.2 | 3 km     |
| H          | 23°54′N 7°00′O / 23.9, -7.0 | 4 km     |
| L          | 25°00′N 2°36′O / 25.0, -2.6 | 4 km     |
| M          | 26°06′N 3°12′O / 26.1, -3.2 | 3 km     |
| N          | 24°06′N 3°54′O / 24.1, -3.9 | 3 km     |
| P          | 25°54′N 2°30′O / 25.9, -2.5 | 3 km     |
| Q          | 28°30′N 2°24′O / 28.5, -2.4 | 3 km     |
| R          | 26°00′N 6°36′O / 26.0, -6.6 | 4 km     |
| S          | 29°30′N 2°42′O / 29.5, -2.7 | 3 km     |
| T          | 30°18′N 5°00′O / 30.3, -5.0 | 3 km     |
| U          | 32°48′N 1°54′O / 32.8, -1.9 | 3 km     |
| V          | 32°54′N 4°00′O / 32.9, -4.0 | 3 km     |
| W          | 23°48′N 6°12′O / 23.8, -6.2 | 4 km     |
| X          | 31°00′N 8°00′O / 31.0, -8.0 | 2 km     |
| Y          | 29°54′N 9°30′O / 29.9, -9.5 | 2 km     |
| Z          | 26°48′N 1°24′O / 26.8, -1.4 | 2 km     |

Los siguientes cráteres han sido renombrados por la UAI.
- Archimedes A - Véase cráter Bancroft.
- Archimedes F - Véase cráter MacMillan.
- Archimedes K - Véase cráter Spurr.

## Referencias

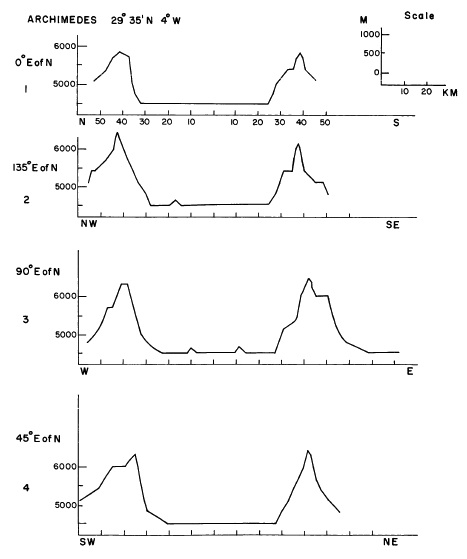
Perfiles transversales del cráter